# Otto Hermann Leopold Heckmann
Otto Hermann Leopold Heckmann, nemški astronom, * 23. junij 1901, Opladen, Nemčija, † 13. maj 1983, Regensburg, Nemčija.
Heckmann je leta 1967 postal predsednik Mednarodne astronomske zveze.
Po njem seimenuje asteroid notranjega dela asteroidnega pasu 1650 Heckmann. Odkril ga je Reinmuth 11. okrobra 1937 na Observatoriju Haidelberg.